# Agastya (film)
Agastya je indijski film iz 2016. te remake filma zvanog Ugramm. Film je postao hit u Orishi.

## Uloge
- Anubhav Mohanty — Agastya
- Akash Das Nayak
- Jhilik Bhattacharya
- Mihir Das
- Minaketan Das
- Manoj Mishra
- Aswin Tripathy
- Agastya Asthana
- Kalicharan
- Pragnya Khatua
- Shankar
- Kumar
- Priyanka